# Hofebergtunnel
Der Hofebergtunnel, polnisch Tunel Pilchowicki II ist ein Eisenbahntunnel der Bahnstrecke Jelenia Góra–Żagań (deutsch: Hirschberg–Sagan) in Polen.

## Beschreibung
Der Tunnel verläuft nördlich der Bobertalsperre in einem leichten Bogen entlang des Bober durch einen Berg des Bober-Katzbach-Gebirges (Góry Kaczawskie). Er hat eine Länge von 154 Metern.

## Geschichte
Der Tunnel wurde in den Jahren 1905–1907 während des Baus der Bobertalbahn und während des gleichzeitig durchgeführten Baus des Stausees am Bober in Mauer (seit 1945: Pilchowice).
Die Tunnelportale wurde bei Kriegsende am 8. Mai 1945 durch deutsche Pioniere, die sich aus Lähn zurückzogen hatten, gesprengt. 
Nach dem Übergang an Polen wurden die Tunnelportale 1946 mit einer Stahlbetonauskleidung wieder aufgebaut. Die Bahnstrecke hatte nach dem Zweiten Krieg eine besondere Bedeutung, da nach der Sprengung des Boberviadukts der Eisenbahnverkehr westlich und nördlich von Jelenia Góra (Hirschberg im Riesengebirge) über die Bobertalbahn geleitet werden musste. Er ist einer der drei Tunnel in Niederschlesien, die am Ende des Zweiten Weltkriegs durch deutsche Truppen zerstört wurden.